# Rehmat Aziz Chitrali
Mr. Rehmat Aziz Chitrali (en urdú: رحمت عزیز چترالی) (Chitral, 25 de April de 1970 – Chitral, conegut com a Rehmat Aziz Chitrali ( رحمت عزیز چترالی,), fou un poeta i filòsof khowar-urdú.